# New Zealand State Highway 56
Der New Zealand State Highway 56 (auch State Highway 56 oder in Kurzform SH 56) ist eine Fernstraße von nationalem Rang auf der Nordinsel von Neuseeland.

## Strecke
Der SH 56 beginnt im Südwesten von Palmerston North und verläuft in südwestlicher Richtung zunächst durch Longburn, kreuzt den Manawatū River und führt durch Opiki, bevor er bei Makerua am New Zealand State Highway 57 endet.